# Lungs
Lungs is het debuutalbum van de Britse band Florence and the Machine dat uitkwam op 6 juni 2009. Het album werd geproduceerd door Paul Epworth, James Ford en Steve Mackie.
De eerste single van het album, Kiss With A Fist, kwam uit op 9 juni 2008. Vanaf maart 2009 werd dit nummer gebruikt in een televisiecommercial van Nike. De tweede single, Dog Days Are Over, werd gebruikt in een commercial voor RTE en in een aflevering van de tienerserie Skins.

## Tracklist
1. Dog Days Are Over - 4:16
2. Rabbit Heart (Raise It Up) - 3:45
3. I'm Not Calling You A Liar - 3:08
4. Howl - 3:37
5. Kiss With A Fist - 2:15
6. Girl With One Eye - 3:37
7. Drumming Song - 3:43
8. Between Two Lungs - 4:12
9. Cosmic Love - 4:19
10. My Boy Builds Coffins - 2:56
11. Hurricane Drunk - 3:13
12. Blinding - 4:43
13. You've Got The Love (Bonus Track) - 2:48

Deluxe
1. Bird Song - 4:16
2. Dog Days Are Over (Demo) - 3:33
3. Falling - 3:35
4. Hardest Of Hearts - 3:25
5. Ghosts (Demo) - 2:58
6. Girl With One Eye (Bayou percussion version) - 3:55

## Singles
- Kiss With A Fist (juni 2008)
- Dog Days Are Over (december 2008)
- You've Got The Love (januari 2009)
- Rabbit Heart (Raise It Up) (juni 2009)
- Drumming Song

## Hitnoteringen

### NederlandseAlbum Top 100
| Hitnotering: (Week 1 t/m 5) 15-08-2009 t/m 12-09-2009 Hitnotering (Week 6) 27-02-2010 Hitnotering (Week 7 t/m 18) 08-05-2010 t/m 24-07-2010 | Hitnotering: (Week 1 t/m 5) 15-08-2009 t/m 12-09-2009 Hitnotering (Week 6) 27-02-2010 Hitnotering (Week 7 t/m 18) 08-05-2010 t/m 24-07-2010 | Hitnotering: (Week 1 t/m 5) 15-08-2009 t/m 12-09-2009 Hitnotering (Week 6) 27-02-2010 Hitnotering (Week 7 t/m 18) 08-05-2010 t/m 24-07-2010 | Hitnotering: (Week 1 t/m 5) 15-08-2009 t/m 12-09-2009 Hitnotering (Week 6) 27-02-2010 Hitnotering (Week 7 t/m 18) 08-05-2010 t/m 24-07-2010 | Hitnotering: (Week 1 t/m 5) 15-08-2009 t/m 12-09-2009 Hitnotering (Week 6) 27-02-2010 Hitnotering (Week 7 t/m 18) 08-05-2010 t/m 24-07-2010 | Hitnotering: (Week 1 t/m 5) 15-08-2009 t/m 12-09-2009 Hitnotering (Week 6) 27-02-2010 Hitnotering (Week 7 t/m 18) 08-05-2010 t/m 24-07-2010 | Hitnotering: (Week 1 t/m 5) 15-08-2009 t/m 12-09-2009 Hitnotering (Week 6) 27-02-2010 Hitnotering (Week 7 t/m 18) 08-05-2010 t/m 24-07-2010 | Hitnotering: (Week 1 t/m 5) 15-08-2009 t/m 12-09-2009 Hitnotering (Week 6) 27-02-2010 Hitnotering (Week 7 t/m 18) 08-05-2010 t/m 24-07-2010 | Hitnotering: (Week 1 t/m 5) 15-08-2009 t/m 12-09-2009 Hitnotering (Week 6) 27-02-2010 Hitnotering (Week 7 t/m 18) 08-05-2010 t/m 24-07-2010 | Hitnotering: (Week 1 t/m 5) 15-08-2009 t/m 12-09-2009 Hitnotering (Week 6) 27-02-2010 Hitnotering (Week 7 t/m 18) 08-05-2010 t/m 24-07-2010 | Hitnotering: (Week 1 t/m 5) 15-08-2009 t/m 12-09-2009 Hitnotering (Week 6) 27-02-2010 Hitnotering (Week 7 t/m 18) 08-05-2010 t/m 24-07-2010 | Hitnotering: (Week 1 t/m 5) 15-08-2009 t/m 12-09-2009 Hitnotering (Week 6) 27-02-2010 Hitnotering (Week 7 t/m 18) 08-05-2010 t/m 24-07-2010 | Hitnotering: (Week 1 t/m 5) 15-08-2009 t/m 12-09-2009 Hitnotering (Week 6) 27-02-2010 Hitnotering (Week 7 t/m 18) 08-05-2010 t/m 24-07-2010 | Hitnotering: (Week 1 t/m 5) 15-08-2009 t/m 12-09-2009 Hitnotering (Week 6) 27-02-2010 Hitnotering (Week 7 t/m 18) 08-05-2010 t/m 24-07-2010 | Hitnotering: (Week 1 t/m 5) 15-08-2009 t/m 12-09-2009 Hitnotering (Week 6) 27-02-2010 Hitnotering (Week 7 t/m 18) 08-05-2010 t/m 24-07-2010 | Hitnotering: (Week 1 t/m 5) 15-08-2009 t/m 12-09-2009 Hitnotering (Week 6) 27-02-2010 Hitnotering (Week 7 t/m 18) 08-05-2010 t/m 24-07-2010 | Hitnotering: (Week 1 t/m 5) 15-08-2009 t/m 12-09-2009 Hitnotering (Week 6) 27-02-2010 Hitnotering (Week 7 t/m 18) 08-05-2010 t/m 24-07-2010 | Hitnotering: (Week 1 t/m 5) 15-08-2009 t/m 12-09-2009 Hitnotering (Week 6) 27-02-2010 Hitnotering (Week 7 t/m 18) 08-05-2010 t/m 24-07-2010 | Hitnotering: (Week 1 t/m 5) 15-08-2009 t/m 12-09-2009 Hitnotering (Week 6) 27-02-2010 Hitnotering (Week 7 t/m 18) 08-05-2010 t/m 24-07-2010 | Hitnotering: (Week 1 t/m 5) 15-08-2009 t/m 12-09-2009 Hitnotering (Week 6) 27-02-2010 Hitnotering (Week 7 t/m 18) 08-05-2010 t/m 24-07-2010 | Hitnotering: (Week 1 t/m 5) 15-08-2009 t/m 12-09-2009 Hitnotering (Week 6) 27-02-2010 Hitnotering (Week 7 t/m 18) 08-05-2010 t/m 24-07-2010 | Hitnotering: (Week 1 t/m 5) 15-08-2009 t/m 12-09-2009 Hitnotering (Week 6) 27-02-2010 Hitnotering (Week 7 t/m 18) 08-05-2010 t/m 24-07-2010 |
| Week: | 1 | 2 | 3 | 4 | 5 | | 6 | | 7 | 8 | 9 | 10 | 11 | 12 | 13 | 14 | 15 | 16 | 17 | 18 | |
| --- | --- | --- | --- | --- | --- | --- | --- | --- | --- | --- | --- | --- | --- | --- | --- | --- | --- | --- | --- | --- | --- |
| Positie: | 99 | 70 | 37 | 51 | 62 | uit | 84 | uit | 77 | 78 | 98 | 74 | 39 | 57 | 66 | 88 | 77 | 70 | 100 | 94 | uit |

### VlaamseUltratop 100Albums
| Hitnotering: (Week 1 t/m 12) 29-08-2009 t/m 14-11-2009 Hitnotering: (Week 13 t/m 24) 16-01-2010 t/m 03-04-2010 Hitnotering: (Week 25 t/m 72) 17-04-2010 t/m 12-03-2011 | Hitnotering: (Week 1 t/m 12) 29-08-2009 t/m 14-11-2009 Hitnotering: (Week 13 t/m 24) 16-01-2010 t/m 03-04-2010 Hitnotering: (Week 25 t/m 72) 17-04-2010 t/m 12-03-2011 | Hitnotering: (Week 1 t/m 12) 29-08-2009 t/m 14-11-2009 Hitnotering: (Week 13 t/m 24) 16-01-2010 t/m 03-04-2010 Hitnotering: (Week 25 t/m 72) 17-04-2010 t/m 12-03-2011 | Hitnotering: (Week 1 t/m 12) 29-08-2009 t/m 14-11-2009 Hitnotering: (Week 13 t/m 24) 16-01-2010 t/m 03-04-2010 Hitnotering: (Week 25 t/m 72) 17-04-2010 t/m 12-03-2011 | Hitnotering: (Week 1 t/m 12) 29-08-2009 t/m 14-11-2009 Hitnotering: (Week 13 t/m 24) 16-01-2010 t/m 03-04-2010 Hitnotering: (Week 25 t/m 72) 17-04-2010 t/m 12-03-2011 | Hitnotering: (Week 1 t/m 12) 29-08-2009 t/m 14-11-2009 Hitnotering: (Week 13 t/m 24) 16-01-2010 t/m 03-04-2010 Hitnotering: (Week 25 t/m 72) 17-04-2010 t/m 12-03-2011 | Hitnotering: (Week 1 t/m 12) 29-08-2009 t/m 14-11-2009 Hitnotering: (Week 13 t/m 24) 16-01-2010 t/m 03-04-2010 Hitnotering: (Week 25 t/m 72) 17-04-2010 t/m 12-03-2011 | Hitnotering: (Week 1 t/m 12) 29-08-2009 t/m 14-11-2009 Hitnotering: (Week 13 t/m 24) 16-01-2010 t/m 03-04-2010 Hitnotering: (Week 25 t/m 72) 17-04-2010 t/m 12-03-2011 | Hitnotering: (Week 1 t/m 12) 29-08-2009 t/m 14-11-2009 Hitnotering: (Week 13 t/m 24) 16-01-2010 t/m 03-04-2010 Hitnotering: (Week 25 t/m 72) 17-04-2010 t/m 12-03-2011 | Hitnotering: (Week 1 t/m 12) 29-08-2009 t/m 14-11-2009 Hitnotering: (Week 13 t/m 24) 16-01-2010 t/m 03-04-2010 Hitnotering: (Week 25 t/m 72) 17-04-2010 t/m 12-03-2011 | Hitnotering: (Week 1 t/m 12) 29-08-2009 t/m 14-11-2009 Hitnotering: (Week 13 t/m 24) 16-01-2010 t/m 03-04-2010 Hitnotering: (Week 25 t/m 72) 17-04-2010 t/m 12-03-2011 | Hitnotering: (Week 1 t/m 12) 29-08-2009 t/m 14-11-2009 Hitnotering: (Week 13 t/m 24) 16-01-2010 t/m 03-04-2010 Hitnotering: (Week 25 t/m 72) 17-04-2010 t/m 12-03-2011 | Hitnotering: (Week 1 t/m 12) 29-08-2009 t/m 14-11-2009 Hitnotering: (Week 13 t/m 24) 16-01-2010 t/m 03-04-2010 Hitnotering: (Week 25 t/m 72) 17-04-2010 t/m 12-03-2011 | Hitnotering: (Week 1 t/m 12) 29-08-2009 t/m 14-11-2009 Hitnotering: (Week 13 t/m 24) 16-01-2010 t/m 03-04-2010 Hitnotering: (Week 25 t/m 72) 17-04-2010 t/m 12-03-2011 | Hitnotering: (Week 1 t/m 12) 29-08-2009 t/m 14-11-2009 Hitnotering: (Week 13 t/m 24) 16-01-2010 t/m 03-04-2010 Hitnotering: (Week 25 t/m 72) 17-04-2010 t/m 12-03-2011 | Hitnotering: (Week 1 t/m 12) 29-08-2009 t/m 14-11-2009 Hitnotering: (Week 13 t/m 24) 16-01-2010 t/m 03-04-2010 Hitnotering: (Week 25 t/m 72) 17-04-2010 t/m 12-03-2011 | Hitnotering: (Week 1 t/m 12) 29-08-2009 t/m 14-11-2009 Hitnotering: (Week 13 t/m 24) 16-01-2010 t/m 03-04-2010 Hitnotering: (Week 25 t/m 72) 17-04-2010 t/m 12-03-2011 | Hitnotering: (Week 1 t/m 12) 29-08-2009 t/m 14-11-2009 Hitnotering: (Week 13 t/m 24) 16-01-2010 t/m 03-04-2010 Hitnotering: (Week 25 t/m 72) 17-04-2010 t/m 12-03-2011 | Hitnotering: (Week 1 t/m 12) 29-08-2009 t/m 14-11-2009 Hitnotering: (Week 13 t/m 24) 16-01-2010 t/m 03-04-2010 Hitnotering: (Week 25 t/m 72) 17-04-2010 t/m 12-03-2011 | Hitnotering: (Week 1 t/m 12) 29-08-2009 t/m 14-11-2009 Hitnotering: (Week 13 t/m 24) 16-01-2010 t/m 03-04-2010 Hitnotering: (Week 25 t/m 72) 17-04-2010 t/m 12-03-2011 |
| Week: | 1 | 2 | 3 | 4 | 5 | 6 | 7 | 8 | 9 | 10 | 11 | 12 | | 13 | 14 | 15 | 16 | 17 | 18 |
| --- | --- | --- | --- | --- | --- | --- | --- | --- | --- | --- | --- | --- | --- | --- | --- | --- | --- | --- | --- |
| Positie: | 46 | 14 | 16 | 31 | 39 | 33 | 58 | 47 | 50 | 67 | 85 | 91 | uit | 92 | 92 | 74 | 60 | 93 | 75 |
| Week: | 19 | 20 | 21 | 22 | 23 | 24 | | 25 | 26 | 27 | 28 | 29 | 30 | 31 | 32 | 33 | 34 | 35 | 36 |
| Positie: | 76 | 47 | 77 | 86 | 97 | 87 | uit | 76 | 61 | 47 | 36 | 29 | 24 | 33 | 22 | 29 | 25 | 30 | 29 |
| Week: | 37 | 38 | 39 | 40 | 41 | 42 | 43 | 44 | 45 | 46 | 47 | 48 | 49 | 50 | 51 | 52 | 53 | 54 | 55 |
| Positie: | 25 | 3 | 4 | 5 | 5 | 6 | 7 | 10 | 11 | 7 | 8 | 7 | 8 | 15 | 18 | 31 | 36 | 42 | 50 |
| Week: | 56 | 57 | 58 | 59 | 60 | 61 | 62 | 63 | 64 | 65 | 66 | 67 | 68 | 69 | 70 | 71 | 72 | | |
| Positie: | 63 | 65 | 67 | 66 | 71 | 70 | 56 | 65 | 50 | 60 | 54 | 68 | 43 | 60 | 45 | 74 | 79 | uit | |